# Miodio (album)
Miodio è il quarto album  dei Prozac+ pubblicato il 15 febbraio 2002.

## Il disco
Il titolo è un gioco di parole, sulla doppia lettura (Mio Dio o Mi odio).
Il gruppo punta alla maturazione e prova a variare sia melodie che testi, cercando una maggiore profondità.
Il disco contiene i brani Criminale (che parla di metodi sbrigativi per guadagnare molti soldi), Agente speciale, Il mondo di Piera (che tratta il tema della fuga da casa degli adolescenti), Hey dottore (dove si cerca una soluzione definitiva al malessere esistenziale), Lori e Lola (altre storie di ragazzi allo sbando lasciati al loro destino precario e incerto) concludendo con Mio padre (che lascia intravedere un disperato bisogno d'amore paterno).
Unica traccia in inglese, Tainted Love, è la reinterpretazione di una canzone del 1964 composta da Ed Cobb, interpretata da Gloria Jones e portata al successo dalla cover eseguita dai Soft Cell nel 1981.
La traccia Criminale viene riprodotta nel film La forza del passato di Piergiorgio Gay.

## Singoli
I tre singoli estratti dall'album sono la cover di Tainted Love, Il mondo di Piera e Un minuto per sempre.

## Tracce
1. Criminale – 3:16
2. Agente speciale – 3:53
3. Forse domani – 3:31
4. Il mondo di Piera – 3:09
5. Pablo – 3:17
6. Hey dottore – 3:41
7. Sto male – 3:01
8. Grigio veleno – 3:02
9. Tainted Love – 2:53 – cover di Gloria Jones
10. Lola – 4:01
11. Lori – 3:07
12. Mio padre – 3:06
13. Toccati – 1:46
14. Un minuto per sempre – 5:44

## Formazione
- Eva Poles - voce
- Gian Maria Accusani - chitarra, voce
- Elisabetta Imelio - basso, voce
- Mirco Biasutti - chitarra
- Carlo Bonazza - batteria